# 凱爾·史陶爾斯
凱爾·雅各·史陶爾斯（英語：Kyle Jacob Stowers，1998年1月2日—），為美國職棒大聯盟的外野手，目前效力於邁阿密馬林魚，他先前曾效力於巴爾的摩金鶯。

## 職業生涯

### 巴爾的摩金鶯
2019年大聯盟選秀，史陶爾斯在第二輪被金鶯選走。2021年，他在2A開季，隨後升上3A。
2022年6月13日，史陶爾斯登上大聯盟。他在初登場敲出生涯首安，同時打回金鶯全場唯一一分。8月19日，他取代了布瑞特·菲利普斯的位置。8月25日，他在延長11局敲出大聯盟首轟。2023年，史陶爾斯整季僅敲出2支安打，他還因為肩膀發炎休息了兩個月。
2024年，在春訓繳出2成56打擊率的史陶爾斯依舊被下放到3A。該年他成為金鶯小聯盟隊史的全壘打紀錄保持人。整季他在大聯盟的打擊率為3成06，並打回9分打點。

### 邁阿密馬林魚
2024年7月30日，金鶯將史陶爾斯和Connor Norby交易到馬林魚，換來崔佛·羅傑斯。整季他繳出1成86的打擊率，並敲出2轟與15分打點。
2025年上半季，史陶爾斯繳出2成81的打擊率，並敲出16轟與48分打點。他也入選明星賽，成為馬林魚唯一一位入選者。7月13日，他單場敲出三響砲。

## 外部連結
- 球員資訊和成績在MLB ，ESPN ，Retrosheet ，Baseball Reference ，Baseball Reference (Minors) ，Fangraphs ，The Baseball Cube （英文）
- 凱爾·史陶爾斯在台灣棒球維基館上的頁面（繁體中文）